# Knarr (kølbåd)
 Denne artikel omhandler en moderne bådkonstruktion. Opslagsordet har også en anden betydning, se Knarr.
En knarr er en kølbåd med en skrovvægt på minimum 2.225 kg, som blev konstrueret af nordmanden Erling L. Kristofersen (1896-1952) i 1943. Båden blev oprindelig bygget i træ, men siden 1973 er den kun blevet fremstillet med glasfiber-skrog. Bådtypen fik sit navn efter en skibstype fra vikingetiden.
Båden har været etableret som national klasse siden 1948 hvor de første klasseregler blev vedtaget af Kongelig Norsk Seilforening. Efterfølgende er der udfærdiget et internationalt regelsæt som er vedtaget af "International Knarr Association" (IKA).
De fleste både sejler i dag i Danmark, Norge og San Francisco, og det internationale mesterskab - International Knarr Championship (IKC) - afholdes på skift disse tre steder, første gang i San Francisco Yacht Club 1969.
Det 50. IKC blev afholdt af Kgl. Dansk Yachtklub & Dansk Knarrklub i 2018 fra Skovshoved Havn.